# Claude Joseph Rouget de Lisle
Claude Joseph Rouget de Lisle (Lons-le-Saunier, 1760. május 10. – Choisy-le-Roi 1836. június 26.) francia katona, költő, zeneszerző.

## Életrajza
Ő költötte és komponálta a Franciaország himnuszát 1792. április 25-e éjjelén, de ezt akkor még sem ő, sem mások nem tudták. Egy összejövetelen az akkori strasbourgi polgármester (Philippe-Frédéric de Dietrich), aki emlékezett, hogy Rouget fél évvel korábban egy egészen ügyes kis szabadsághimnuszt faragott az 1791-es francia alkotmány kihirdetése alkalmából, megkérte őt, hogy írjon egy indulót a Rajna irányában hadba vonuló francia csapatoknak (Chant de guerre pour l'armée du Rhin). Rouget másnap hajnalra készen volt a remekművel, és sem előtte, sem utána hasonló nagyságrendű mű nem került ki kezei közül. A dal kézről kézre járt, de hónapok teltek el, míg egy Marseille-ből induló önkéntes csapat felfedezte a dallam erejét és lendületét. Mire Párizsba ért, már teli tüdőből énekelte a néhány századnyi katona a Marseillaise-t, és Joseph Servan de Gerbey, az első köztársasági (Girondisták) hadügyminiszter volt az, aki felismerte a dal gyújtó erejét és küldte százezres példányszámban kinyomtatva a frontra. Már 1795-ben nemzeti himnusszá nyilvánították, később azonban többször is betiltották (pl. Napóleon), mígnem 1879-ben véglegesült. 
Míg a szöveg egészen biztosan Rouget tollából származik, sok zenetörténész vitatja, hogy a dallamot is valóban ő szerezte, illetve szerezhette-e. A sors fintora, hogy a forradalmi Marseillaise szerzője a forradalmat később elutasította, sőt elkötelezett királypárti, royalista szemlélete miatt börtönbe is került, és 1830-ra, amikor a júliusi forradalom hevében újra tömegek kántálták sorait, már a nevére sem emlékeztek. A közéletbe visszatért szerzőt I. Lajos Fülöp francia király a Becsületrenddel tüntette ki, 1836-ban 76 évesen, hunyt el Choisy-le-Roi-ban.
Földi maradványait 1915-ben áthelyezték az Invalidusok dómjába.